# 纳塔利娅·扎比亚科
纳塔利娅·亚历山德罗芙娜·扎比亚科（俄语：Наталья Александровна Забияко，1994年8月15日—）生于爱沙尼亚塔林，是一名代表俄罗斯参赛的女子花样滑冰运动员，主攻双人滑。扎比亚科的母亲是爱沙尼亚公民，她的父亲持有爱沙尼亚外侨护照，而她的祖父母则都是俄罗斯公民。扎比亚科四岁时开始练习滑冰，一开始她练习的是单人滑，后来她转项至双人滑，她的第一个搭档是Sergei Muhhin。2009年至2014年间，扎比亚科代表爱沙尼亚参赛，期间两次更换搭档。2014年4月，她称自己计划移居莫斯科并代表俄罗斯参赛。同年年底，她成为俄罗斯公民。她在代表俄罗斯参赛期间的第一个搭档是Yuri Larionov，2015年，她开始和亚历山大·恩别特搭档。